# موسیقی الکتروآکوستیک

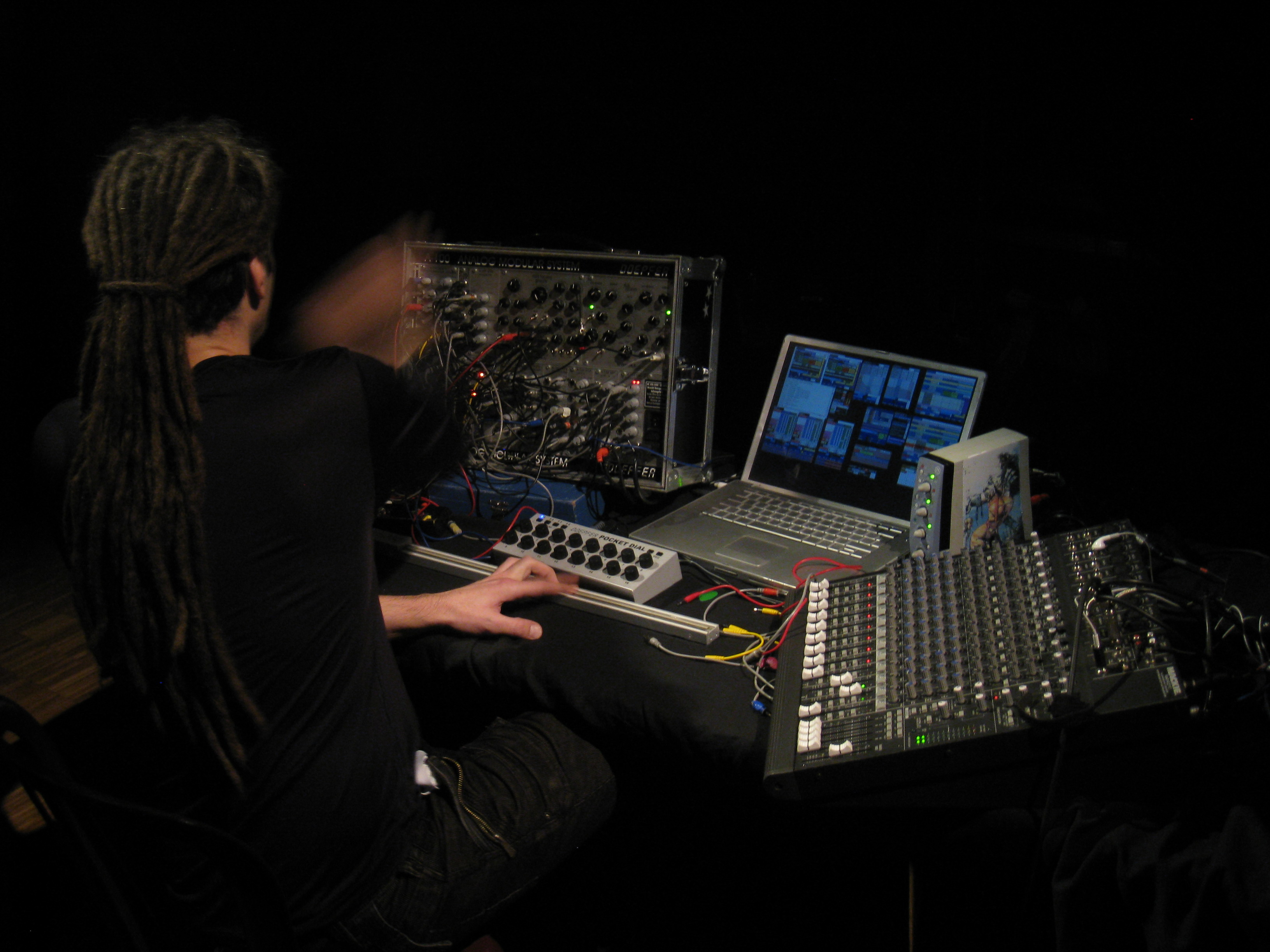
رابرت پیوتروویکز @ luff 2010

موسیقی الکتروآکوستیک (به انگلیسی: Electroacoustic music) ژانری در موسیقی هنری غربی در عصر مدرن است که در آن آهنگسازان از فناوری‌های الکترونیکی برای دستکاری رنگ یا طنین صدای آکوستیک استفاده می‌کنند. این دستکاری می‌تواند با پردازش سیگنال صوتی، مانند افزودن ریورب یا تغییر گام صدا بر ابزارهای صوتی انجام پذیرد.
تحولات اولیه در آهنگسازی موسیقی الکتروآکوستیک و تبدیلش به رسانه ای ثابت در قرن بیستم، ربط داده شده‌است به فعالیت‌های گروپ دو روشاقشه موزیکاله (به فرانسه: Groupe de Recherches Musicales) در شبکه تلویزیونی اوآرتی‌اف در پاریس، منزلگاه موسیقی کانکریت، استودیوی رادیو و تلویزیون آلمان شمال غربی (ان‌دابلیودی‌آر) (به انگلیسی :Studio for Electroacoustic Music (WDR)) در شهر کلن، جایی که تمرکز بر ساخت موسیقی الکترونیک قرار دارد، و در مرکز موسیقی الکترونیک کلمبیا-پرینستون واقع در نیویورک، جایی که موسیقی نواری، موسیقی الکترونیک و موسیقی رایانه‌ای از آنجا تکوین یافت.
اولین سازهای موسیقی الکترونیکی عملی از اوایل دهه ۱۹۰۰ شروع به پیدایش کردند.